# Пахомий II
Пахомий II (греч. Παχώμιος Β΄ Πατέστος; XVI век, Лесбос — не ранее 1585, Валахия) — патриарх Константинопольский, который занимал пост патриарха на протяжении одного года.
Предшественником патриарха Пахомия II был патриарх Иеремия II, а его преемником был патриарх Феолепт II.

## Биография
Патриарх Пахомий II родился на острове Лесбос. Пахомий II был образованным человеком, занимал должность учителя философии и математики султана Мехмеда III. В 1580 году Пахомий стал настоятелем Патриаршей церкви в Константинополе. В течение 1583 и 1584 годов, благодаря поддержке своего брата, который был богатым торговцем, он позволил себе избрание на пост митрополита Кесарии. Однако Патриарх Иеремия II, который имел право утверждать любое назначение митрополита, отказался подтвердить и посвятить его в сан.
Пахомий возглавил группу греческих прелатов, которые пытались свергнуть Иеремию, обвинив последнего в поддержке греческого восстания против Османской империи, в крещении мусульманина и в переписке с папством. Иеремия II был арестован и подвержен пыткам, в последствии последовало три судебных процесса: первое обвинение было признано ложным, но последний привел к его низложению 22 февраля 1584 года.
Личным решением султан Мехмед III назначил Пахомия патриархом Константинопольским. Назначение было обусловлено не только личными отношениями Пахомия с султаном, но и обещанием увеличить ежегодный налог, выплачиваемый Церковью Османскому государству.
Во время патриаршества Пахомия в Константинополе состоялся синод с участием патриарха Иерусалимского Софрония IV, который сослал бывшего патриарха Иеремию II, обвинив его в недостаточном противодействии новому календарю.
Те же епископы пытались свергнуть Пахомия, предложив султану Мураду III огромную сумму в размере 40 000 флоринов. Однако султан получил такую же сумму от сообщников Пахомия и оставил его на месте патриарха. Пахомий оставался непопулярен среди большей части своей паствы; когда он должен был выплатить увеличенный ежегодный дар, который он обещал султану, он попытался собрать его с православных верующих, которые отказались отдавать деньги.
Чтобы получить деньги, Пахомий продал церковное имущество, но ему все равно не удалось собрать обещанную сумму. Пахомий также не смог ответить на продолжающуюся полемику, начатую против него дьяконом Иеремией II, который считал его избрание незаконным. В конце концов, Пахомий был низложен собранием прелатов 27 февраля 1585 года, и султан не возражал против решения синода. На смену Пахомию пришел Феолепт II, который вступил с ним в союз при свержении Иеремии годом ранее.
Год спустя Пахомий был оправдан по обвинениям и отправлен в Египет и на Кипр для сбора пожертвований. Во время своей миссии Пахомий был обвинен в безнравственном поведении и был возвращен в Константинополь.
Пахомий II был сослан в Валахию где и скончался.